# Marcus Æmilius Lepidus (consul en -285)
Pour les articles homonymes, voir Aemilius Lepidus.
Marcus Aemilius Lepidus est un homme politique romain du début du IIIe siècle av. J.-C., consul en 285 av. J.-C.

## Famille
Il est membre des Aemilii Lepidi, branche de la famille patricienne des Aemilii. Il est le premier représentant des Lepidi à atteindre le consulat. Il est le père de Marcus Aemilius Lepidus, consul en 232 av. J.-C.

## Biographie
Il est consul en 285 av. J.-C. avec Caius Claudius Canina pour collègue. C'est peut-être sous leur consulat que les Romains lancent des opérations contre Volsinies et contre les Lucaniens, ces derniers étant attaqués afin de porter secours aux habitants de Thurium.